# Хамади, Мэти Минт
Мэти Минт Хамади (араб. ماتي منت حمدي‎; род. 21 ноября 1967, Аюн-эль-Атрус) — мавританский политический и государственный деятель. С 2014 года занимает должность мэра Нуакшота. Ранее работала министром государственной службы, труда и модернизации управления с 2011 по 2013 год.

## Биография
Родилась в 1967 году в Аюн-эль-Атрусе, выросла в политически активной семье. Окончила среднюю школу в Нуакшоте. Получила степень бакалавра в 1986 году. Продолжила учебу в Мавритании и изучала экономику, получив степень бакалавра в 1988 году в Университете Нуакшота. Специализировалась на государственной экономике и получила степень магистра в 1990 году.
В 1991 году начала работать в муниципалитете Нуакшот в отделе финансового управления. В 1993 году стала начальником отдела налоговых тарифов, а в 1997 году её повысили до начальника отдела внешних связей. В 1999 году стала аудитором Счетной палаты. В 2006 году работала в министерстве торговли и промышленности, а также в Центральном банке. В течение двух лет занимала в министерстве должность директора по вопросам конкуренции, защиты прав потребителей и борьбы с мошенничеством, а затем в 2007 году стала членом Совета по денежно-кредитной политике Центрального банка Мавритании. В 2009 году стала заместителем директора SONIMEX. В следующем году была назначена комиссаром по продвижению инвестиций, провела встречу катарских и иранских инвесторов и предложила свою помощь в реализации их инвестиционных проектов.
В марте 2011 года была назначена министром государственной службы, труда и модернизации управления. В августе 2011 года правительство Мавритании увеличило минимальную заработную плату с 21 000 до 30 000 угий. Занимала министерский пост до декабря 2013 года.
4 февраля 2014 года была избрана мэром Нуакшота, став первой женщиной-мэром в истории города (но не в истории Мавритании, Фатимату Абдель Малик стала первой женщиной-мэром в 2001 году). Мэти Минт Хамади одержала победу над Мохамедом ульдом Эльхасеном из умеренной исламистской партии «Тевассул». «Моё избрание — это отличный знак для мавританских женщин» — сказала она.

## Личная жизнь
Замужем, имеет троих детей. Владеет арабским и французским языком.